# ニコラス・コルドバ
ニコラス・アンドレス・コルドバ・サン・クリストバル（Nicolás Andrés Córdova San Cristóbal, 1979年1月9日- ）は、チリ・タルカ出身の元同国代表サッカー選手、現サッカー指導者。現役時代のポジションはミッドフィールダー（センターハーフ）。

## 経歴
チリの名門CSDコロコロにてキャリアをスタートし、2001年にイタリアへ渡る。2002年からASバーリに所属して活躍し、チリ代表にも選出された。
2006年から2008年までFCメッシーナに所属し、計12得点を挙げる。2009年夏、自由移籍でパルマFCへ移籍。
2011年8月に7年ぶりに代表に招集され、フランスとの親善試合で代表初得点を挙げた。
2011-12シーズン限りでブレシア・カルチョを退団しチリに帰国。翌年2月に現役引退を表明した。

## 指導歴
引退後はU-20チリ代表の監督を経て、2016年よりカンペオナート・ナシオナルのCDパレスティーノの指揮官に招聘された。
2017年シーズン後半よりサンティアゴ・ワンダラーズを指揮。国内カップで優勝した一方、リーグ戦では2部へ降格となった。続く翌シーズンも苦戦し、2018年3月19日に解任された。
同年6月15日にトルネオ・デスセントラリサードのウニベルシタリオ・デポルテスと契約し、初めて国外で指揮を執ることとなった。

## タイトル

### 現役時代
コロコロ
- カンペオナート・ナシオナル : 1997, 1998

### 指導者時代
サンティアゴ・ワンダラーズ
- コパ・チレ（英語版） : 2017